# IPad Pro (第二代)
第二代iPad Pro是一台由蘋果公司所開發、銷售的平板電腦。2017年6月5日，蘋果公司在WWDC 2017上發表第二代iPad Pro，最大容量512GB，也是第一款提供512GB組態的iOS裝置，螢幕大小為10.5吋及12.9吋，原有的第一代則停止發售。

## 時間線
|  |